# Miss Mato Grosso 2006
Miss Mato Grosso 2006 foi a 47ª edição do tradicional concurso de beleza feminina de Miss Mato Grosso, válido para a disputa de Miss Brasil 2006, único caminho para o Miss Universo. Este ano participaram dezesseis (16) candidatas em busca do título que pertencia à sorrisense Fernanda Frasson, vencedora do título no ano anterior. Comandado pelo colunista social Warner Wilon, a disputa aconteceu no Hotel Fazenda Mato Grosso, em Cuiabá. Na ocasião, sagrou-se campeã a representante de Cuiabá, Vanessa Regina de Jesus, que também contou com os shows da dupla Anselmo & Rafael e da cantora Tânia Alves.

## Resultados

### Colocações
| Posição   | Município e Candidata                                  |
| Vencedora | - Cuiabá - Vanessa Regina                              |
| 2º. lugar | - Pontes e Lacerda - Leiliane Borba[carece de fontes?] |
| 3º. lugar | - Sinop - Margrid Holschuh                             |

1. Houve um Top 10 mas não há mais informações.

### Prêmio Especial
O concurso distribuiu apenas uma premiação este ano:
| Prêmio         | Candidata                  |
| Miss Elegância | - Sorriso - Vanessa Jasper |

## Candidatas
Disputaram o título este ano: